# 名港東大橋
名港東大橋（めいこうひがしおおはし）は、伊勢湾岸自動車道伊勢湾岸道路の東海IC（愛知県東海市新宝町）から名港潮見IC（同県名古屋市港区潮見町）間にある橋梁。名古屋港を横断する、名港トリトン（名港東大橋、名港中央大橋、名港西大橋）のひとつである。1998年3月30日に供用を開始した。

## 概要
東大橋は新宝ふ頭と潮見ふ頭に跨って架橋されている。両ふ頭間の水域は相当数の船舶が航行するが、潮見ふ頭が主としてエネルギー基地として造成された経緯から危険物積載船の航行が多いことが特徴となっている。また潮見ふ頭と新宝ふ頭は完成自動車の積み出し基地となっていることで、本橋の建設過程で作業員に負担を強いることになった。完成自動車に対して鉄粉、塗料および金属から出る錆汁が新車に降りかかれば商品価値を著しく損ない、高額な補償に至る可能性もあることから、雨天時に床板に溜まった水をふき取るなど飛散対策に神経を使うことになった。さらに危険物取り扱いの潮見ふ頭は消防法によって火気の使用が厳禁であることから作業所より灰皿が一掃され、休憩中にタバコで一服することが禁じられた。事業主体の日本道路公団の担当者はこのことによって作業員のストレス増大から来る事故の誘発を懸念したとされる。
新宝ふ頭と潮見ふ頭間の水域は航路がそのほとんどを占め、なおかつ埠頭の間隔が3橋の中では最も狭い。さらに水域に接して名港潮見ICが敷設されていることは東大橋の構造に大きな制約を加えることになった。大型船舶が航行することから主桁と連動して主塔も高くなっている割に中央径間に比べて側径間が短いアンバランスさが東大橋の一大特徴である。
本橋は3径間連続斜張橋であり、A形の2本の主塔とその両端の橋脚により構成される。本項では日本道路公団（現・NEXCO中日本）の呼称に従い、潮見ふ頭側の橋脚をP-1、同主塔をP-2、新宝ふ頭側主塔をP-3、同橋脚をP-4として記述する。
 

## 構造

### 諸元
- 橋長 : 700 m[9]
- 支間割 : 145 m+410 m+145 m[9]
- 桁下空間 : T.P+40 m[10]
- 基礎 : P-1、P-4 : 場所打鉄筋コンクリート杭　P-2、P-3 : ニューマチックケーソン[9]
- 型式 : 3径間連続鋼斜張橋[9]
- 主桁 : 変形六角形多室箱桁[11]。
- ケーブル : セミパラレルワイヤー　直径7 mm[10]

### 下部工

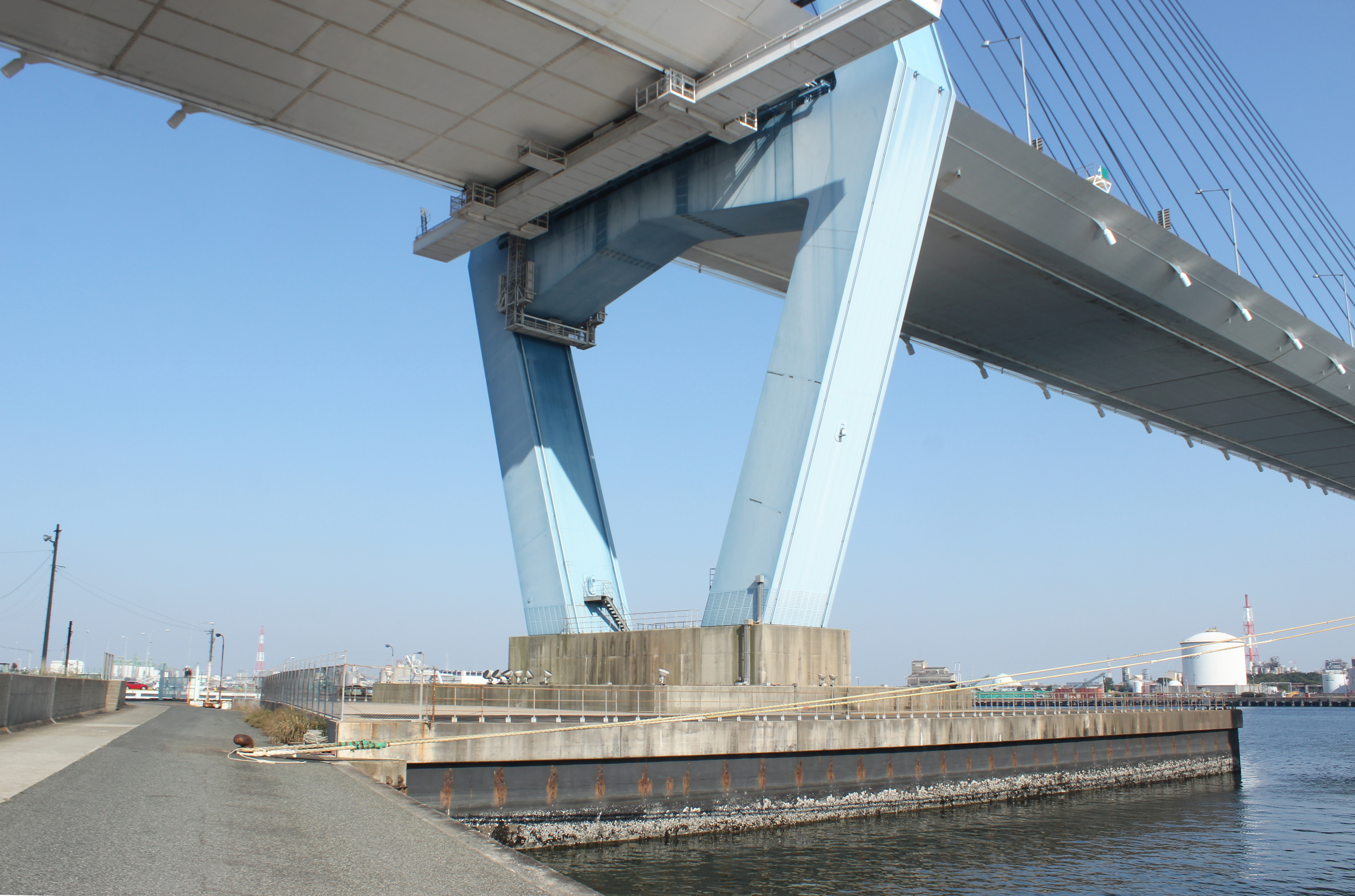
P-2基礎は潮見ふ頭に近接することから築島工法によるニューマチックケーソン工法を採用した。この結果、基礎とふ頭が地続きとなっている。

支持層は東海層で、その深さは海面下30 mにあって名港トリトンでは最も浅い。3大橋の地層断面は東海層群が基礎を成し、西に向かうほど深く傾斜することから他の2橋はそれよりも浅い位置にある地層に支持を求めたが、東大橋は東海層が近接するため、直接支持地盤とした。
基礎形式は海中部橋脚のP-3がフローティング工法によるニューマチックケーソン、同じく海中部橋脚のP-2は潮見ふ頭岸壁に近接して水深も浅いことから築島工法によるニューマチックケーソンを採用した。端部橋脚のP-1、P-4は現場打ちコンクリート杭である。このうちP-2は鋼矢板による二重締め切りのうえで、その中に土砂を投入して島を構築した。整地後、ケーソン安定沈下および急激な沈下を抑制するための地盤改良を施し、軟弱地盤の沖積粘土層に砂杭の複数打ち込みを行った（サンドコンパクション工法）。陸上部のP-1、P-4基礎は長さ30 mの鋼管杭を複数打ち込んでいるが、これは埋め立て地であるために地盤が軟弱であることを考慮したものである。

### 主塔・橋脚

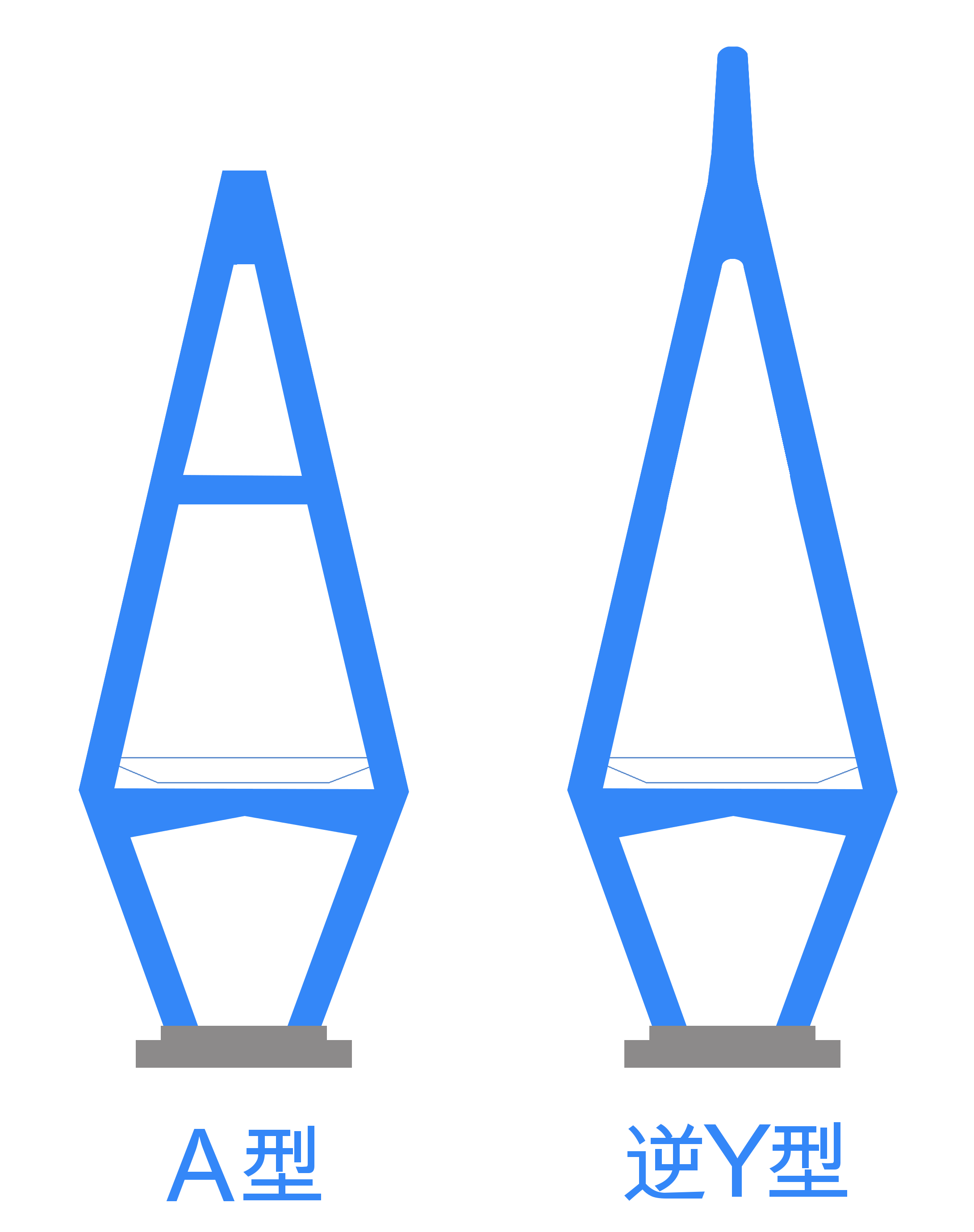
構想段階では逆Y型もしくは逆V型で検討されたが発散振動抑制のためA型となった。

主塔形状は耐風安定性（1秒間に72 mの風速に耐える強度の確保）を考慮してA型が採用された。当初は3橋の中で東大橋のみ逆Y型、もしくは逆V型で構想されたが、風洞実験によって橋軸方向（車の進行方向）風による振動が確認されたことで、水平梁を一本加えることで振動を抑止できたA型を採用した。ただし、下段水平梁より下層は下部工の寸法を抑えるためにV字型に絞り込み、中央大橋と共通のイメージとなっている。
主塔高さは125 m（T.P基準では130 m）である。主桁幅は中央大橋と同サイズであるが主塔高さはそれより低いため、中央大橋と比較すると塔両柱の傾斜角度が大きくなっている。
P-1橋脚は名港潮見ICに食い込むことで規模が大きく、中央大橋のP-1のコンクリート使用量13700 ㎥に対して東大橋は17800 ㎥と約1.3倍である。この幅広橋脚に載る主桁も幅広となっているが、それについては後述する。
主塔の色は明度の高い青を採用した。爽やかな空と海のイメージを表現したものである。
主塔架設工事は3段階に分けて施工された。最初は塔基部をアンカーフレームに架設し、それ以外を2段階で架設した。工場にて塔下部（下段水平梁含む。高さ48 m）とそれ以外のA型の塔柱（高さ72 m）をあらかじめ大ブロックに組立て、フローティングクレーン（船と一体となったクレーン）で吊り上げて現場に曳航し、一気に組み上げた。塔架設に要した工期は約6か月である。
P-1、P-4橋脚は下段水平梁以下のV字型の塔形状にあわせて、逆台形とした。橋脚中央にはスリット1本を設け、景観に配慮した。

### 主桁
| 潮見ふ頭側の側径間主桁は名港潮見ICのランプウェイが分合流することからカーブを描いている（画像左）。同様にICを控えることで他の主桁と比べて幅広である。画像手前側で約10 m広い。さらに負反力軽減のために鉄筋コンクリート床板を載荷している（画像右）。  |  | 潮見ふ頭側の側径間主桁は名港潮見ICのランプウェイが分合流することからカーブを描いている（画像左）。同様にICを控えることで他の主桁と比べて幅広である。画像手前側で約10 m広い。さらに負反力軽減のために鉄筋コンクリート床板を載荷している（画像右）。 |
| 潮見ふ頭側の側径間主桁は名港潮見ICのランプウェイが分合流することからカーブを描いている（画像左）。 同様にICを控えることで他の主桁と比べて幅広である。画像手前側で約10 m広い。さらに負反力軽減のために鉄筋コンクリート床板を載荷している（画像右）。 |  | |

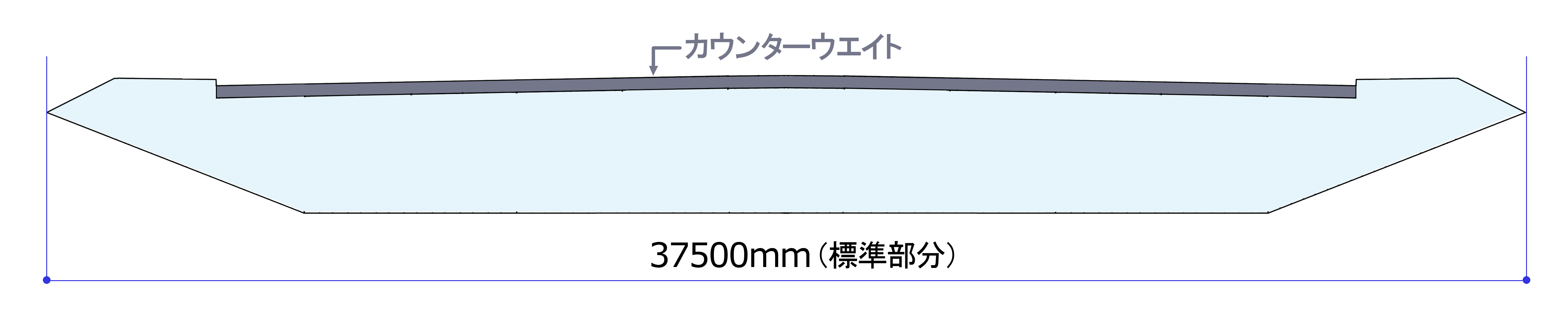
主桁断面図。側径間側の主桁にはカウンターウエイトとして鉄筋コンクリート床板を載荷。

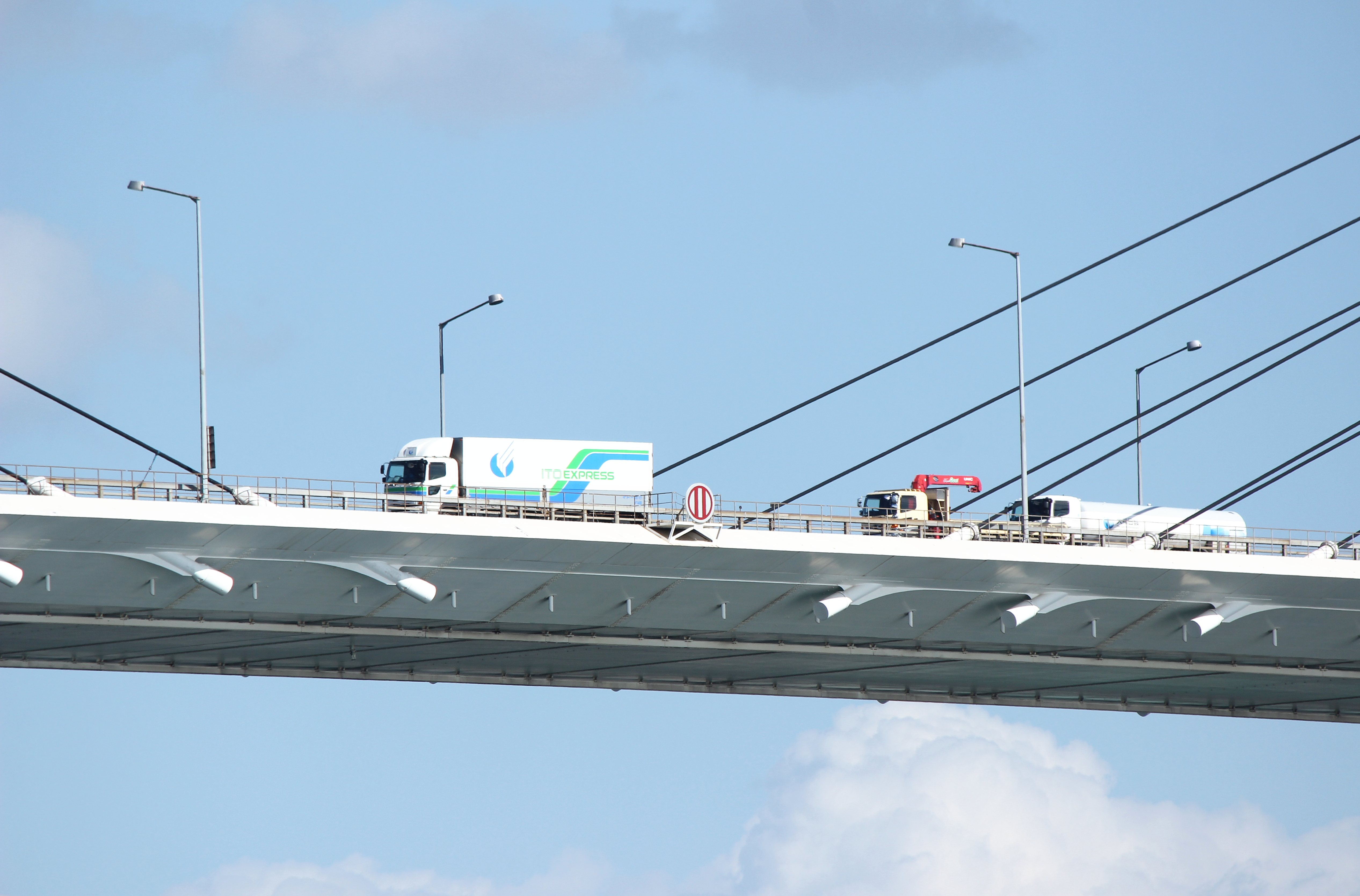
主桁併合部。併合完了は1996年8月。

3大橋に共通する薄型の変形六角形断面である。上下線を一体的にまとめた一箱桁で、上下分離の二箱桁としなかったのは塗装、点検等の維持管理面の容易さと、ねじれ剛度を高く取れること、および強度が増すことで桁高さを低く抑えられるからである。上下線一体であることから桁幅は標準部で37.5 m（フェアリング含む）である。桁下の航路空間は大型自動車運搬船の航行を考慮して40 mを確保、このため桁高さはT.P+46 mとなっている。
東大橋は中央径間に比べて側径間長が極端に短く、その比率は145 m+410 m+145 m(1:2.83:1)で、西大橋の176.5 m+405 m+176.5 m(1:2.31:1)、中央大橋の290 m+590 m+290 m(1:2:03:1)と比べてもその短さが際立っている。その結果、ケーブルの張り方は塔の左右で大きく異なる。それがもたらすものは、側径間内で桁を吊り上げる鉛直方向の力と死荷重のバランスが崩れる（鉛直方向に上向く力が主桁の重さに勝る）ことによる大きな桁曲げモーメントの発生である。これにより側径間の主桁は上に向かって跳ね上がる負反力が発生し、P-1、P-4橋脚と主桁を連結するペンデル支承の負荷が大きく、維持管理上好ましくないとされた。このため、ペンデル支承にかかる負荷を極力抑え込むためにカウンターウエイト（付加荷重）を載荷した。1500立方メートル（片側）のコンクリートを主桁のデッキプレート上に鉄筋コンクリート床板として東側径間が33 cm、西側径間が26 cmの厚みで上積みして負反力を軽減している。西側を薄くしたのは、インターチェンジのランプウェイが主桁に取り付くことで桁重量が増すことから、東側とのバランスを考慮して重量を減らすためである。
このコンクリート打設は側径間部であり、この付近には完成自動車のモータープールが近接することから、コンクリート打設中および打設後に発現するブリージング水の飛散防止策が必要となった。これについては、風によるひび割れ予防とも相まってブルーシートを被せることで対応した。打設は西側は名港潮見ICを使用して近接する高架橋にアジテーター（攪拌機）を設置して主桁に送り込むことができた。一方で東側は隣接する橋が未完成であったことで橋上の作業が出来なかったことから、新宝ふ頭にコンクリートポンプ車を配置のうえ、40 m上空の現場まで打ち上げることで対応した。
一方で中央径間部は名港中央大橋と同様の鋼床板を採用している。ここで問題となったのは、側径間のRC床板との接合部であった。諸々の検討の結果、鋼床板部とRC床板部をいきなり境界で分けるのではなく、なだらかな坂にしてRCに移行することとした。ただし、RCから鋼部に向かうにつれてコンクリートの厚みが薄くなることで、走行車両の荷重がかかった際に引っ張り荷重に対して鉄筋が十分な耐力を発揮出来ず、ひび割れが生じる恐れがあった。このため、鋼への移行部にはスチールファイバーを混入した鋼繊維補強コンクリートを打設している。
上記の通り、側径間側の内、P-1側は名港潮見ICが近接することから、P-1橋脚側がP-2主塔側と比べて約10 m幅広となっている。さらにP-1側が若干カーブするなど他の主桁とは形状が著しく異なる。 
主桁架設は側径間側が陸上であるため、ベント併用による張り出し架設工法を採用し、全体に先駆けて側径間部を架設した。次に海上区間はフローティングクレーン（船に載ったクレーン）が使える所は複数ブロックを一体に組み上げた大ブロックで架設し、以降、中心部に向かって直下吊りクレーンにより1ブロック（幅37.5 m、長さ15 m）ごとに海上から吊り上げる張り出し架設工法により接合した。最終ブロックの併合は1996年8月10日に完了している。なお、ベントはその巨大さと非汎用性から他工事との使い回しが行なわれず、工事毎に新規製作のうえ、主桁設置後は廃棄されるのが通例だった。しかし、たまたま首都高速道路公団が鶴見つばさ橋のベント6基（この内2基は横浜ベイブリッジからの転用）の使用終了後に東大橋への転用使用について打診があり、日本道路公団はこの申し出を受けることにした。転用に当たっては改造で対応したが、それでも東京から名古屋までの輸送費と併せても、新規製作と比較して約3億円の経費節減となった。

### ケーブル

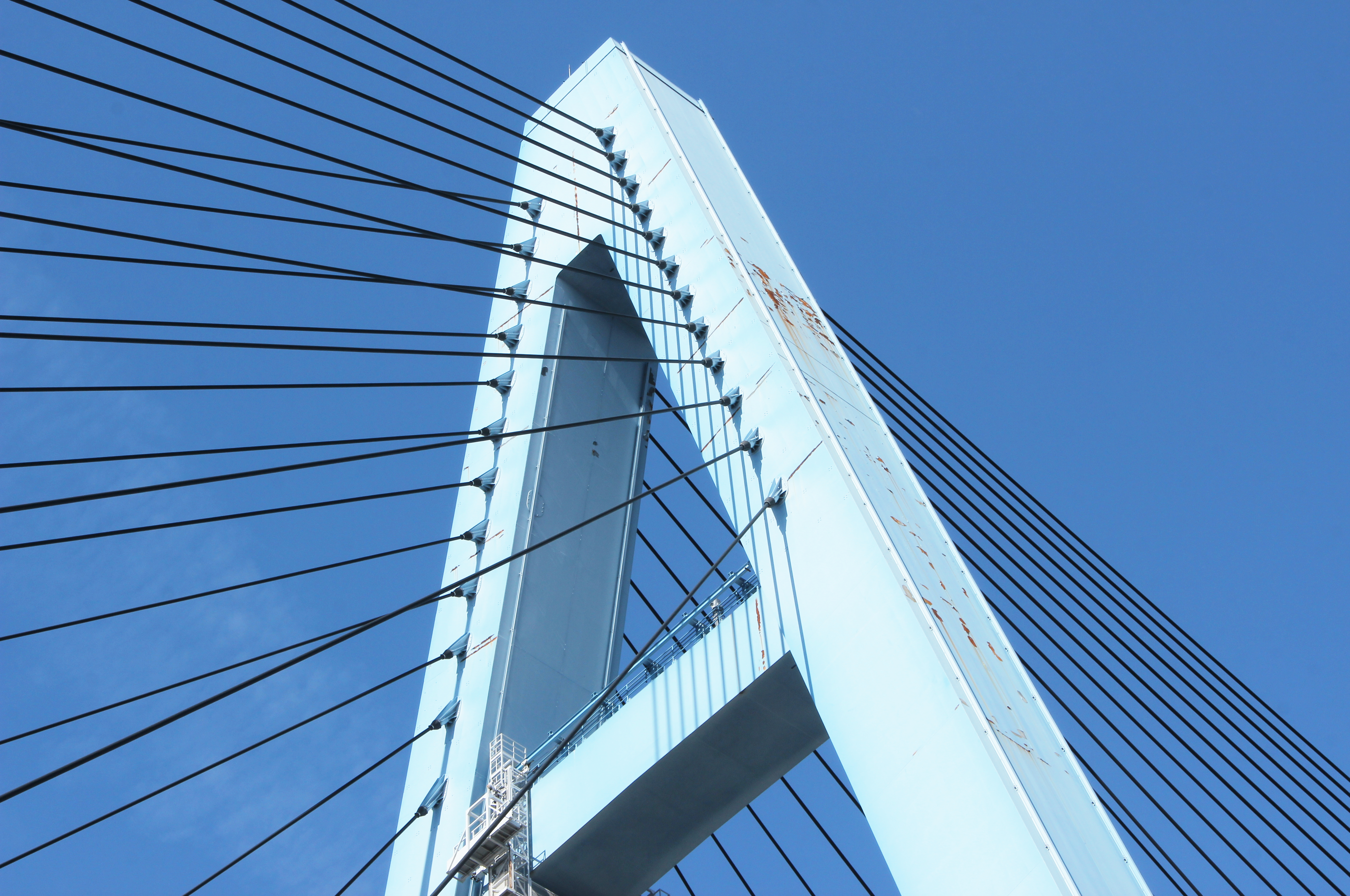
ケーブルは放射状に延びるファン型。ケーブルカラーは黒である。

セミパラレルワイヤー（HiAm）で、直径7 mmの亜鉛メッキ鋼線を平行（若干のねじりがある）に束ね、その上から防錆、ケーブル保護のために高密度ポリエチレンを直接押し出して被覆した。なお、ケーブルカラーは主塔の色が映えるように黒とした。
ケーブルは主塔から放射状（ファン型）に伸びて主桁に連結している。主桁の両サイドで連結する2面吊り方式で、12本（12本が8面あるため合計96本）のケーブルで支えるマルチケーブル配置である。

## 歴史
- 1979年（昭和54年）8月10日 : 名古屋環状2号線海上部が都市計画決定（L=9.83 km)[42]。
- 1987年（昭和62年）11月20日 : 名港東大橋を含む東海 - 金城ふ頭間(3.9 km)が事業化[43]。
- 1989年（平成元年）7月28日 : 伊勢湾岸道路の前後で第二東名、第2名神高速道路が基本計画区間に組み入れられたことによる事業変更[44]。
- 1990年（平成2年）
  - 3月6日 : 9号地IC付近の出光興産の土地を取得[44]。
  - 4月4日 : 伊勢湾岸道路起工式。藤木海運より用地取得[44]。
- 1991年（平成3年）
  - 3月18日 : 東大橋下部工工事発注[44]。
  - 8月28日 : 弥富 - 大府間の都市計画変更。これに伴って東大橋を含む伊勢湾岸道路の道路幅員、道路規格が変更[注釈 2][45][46]。
- 1992年（平成4年）
  - 6月3日 : 9号地IC下部工工事発注[44]。
  - 6月23日 : 東大橋東塔、西塔工事発注[44]。
- 1993年（平成5年）
  - 4月26日 : 東大橋東塔ケーソン沈下掘削終了[47]。
  - 5月 : 東大橋西塔ケーソン沈下掘削終了[47]。
  - 10月26日 : 東大橋主桁工事発注[47]。
  - 11月29日 : 東大橋下部工竣工[47]。
- 1994年（平成6年）
  - 5月29日 : 東大橋東塔下部大ブロック架設[47]。
  - 6月5日 : 東大橋西塔下部大ブロック架設[47]。
  - 6月12日 : 東大橋東塔上部大ブロック架設[47]。
  - 6月19日 : 東大橋西塔上部大ブロック架設[47]。
  - 10月4日 : 東大橋主桁G1大ブロック架設[47]。
  - 10月8日 : 東大橋主桁G2大ブロック架設[47]。
  - 10月16日 : 東大橋主桁G3大ブロック架設[47]。
- 1995年（平成7年）2月23日 : 東大橋東塔、西塔工事竣工[48]。
- 1996年（平成8年）
  - 3月3日 : 東大橋主桁直下吊り工事開始[48]。
  - 3月13日 : 東大橋東主桁、西主桁（その1）工事竣工[48]。
  - 8月10日 : 東大橋併合ブロック架設[48]。
  - 9月4日 : 東大橋連結式開催[48]。
- 1997年（平成9年）
  - 6月26日 : 東大橋東主桁、西主桁（その2）工事竣工[49]。
  - 7月20日 : 名港3大橋の愛称を「名港トリトン」として発表[49]。
- 1998年（平成10年）3月30日 : 供用開始[49]。